# Scopula bigeminata
Scopula bigeminata là một loài bướm đêm trong họ Geometridae.